# Амиров, Курбан-Али Амирович
Курбан-Али Ами́рович Ами́ров (4 ноября 1949 год, Ури, Дагестанская АССР, СССР) — российский предприниматель и депутат Государственной думы 3 и 4 созывов.
Родился 4 ноября 1949 года в селении Ури Лакского района Дагестанской АССР.

## Образование и работа
Окончил технологический факультет Дагестанского политехнического института по специальности «инженер-технолог» в 1973 году. Работал мастером консервного завода в г. Нарткала в Кабардино-Балкарской АССР, слесарем-испытателем Каспийского завода точной механики (г. Каспийск, Дагестанская АССР).
С 1974 года по 1987 год был на комсомольской и партийной работе в г. Каспийске. Избирался депутатом Каспийского городского Совета двух созывов (1983—1988).
С 1988 по 1993 год — директор среднего профессионально-технического училища им. Ф. Э. Дзержинского города Каспийска.
С 1993 по 1994 год — директор коммерческого банка «Атлан» (г. Каспийск). С 1994 по 1995 год — заместитель генерального директора управляющей компании по инвестициям чекового инвестиционного фонда «Титул», затем — заместитель по организационно-финансовой работе ЗАО «Депозитарий» (г. Ханты-Мансийск). С 1995 года работал в банковских структурах, с декабря 1998 года по декабрь 1999 года был директором многопрофильной фирмы ЗАО «Югра-Траст» (г. Ханты-Мансийск).

## Политическая деятельность
В декабре 1999 года был избран депутатом Государственной Думы РФ третьего созыва по федеральному списку избирательного блока Межрегионального движения «Единство» (МЕДВЕДЬ), был членом фракции «Единство», членом Комитета ГД по бюджету и налогам. В мае 2001 года вошёл в число руководителей созданного в Государственной Думе третьего созыва межфракционного депутатского объединения «Евразия».
7 декабря 2003 года был избран депутатом Государственной Думы РФ четвёртого созыва от избирательного объединения «Единая Россия», был членом Комитета ГД по проблемам Севера и Дальнего Востока; депутат Государственной Думы РФ третьего созыва (1999—2003).
В феврале 2000 года был избран членом политсовета Общероссийского политического общественного движения «Единство» (ныне — Единая Россия).

## Семья
Женат, имеет детей.